# 리볼리 전투
리볼리 전투는 1797년 1월 14일- 15일 사이에 벌어진 전투로 오스트리아에 대항하여 프랑스 정부가 벌인 제1차 이탈리아 원정에서 프랑스가 거둔 중요한 승리이다. 나폴레옹 휘하의 프랑스군 23,000명은 알빈치(Alvinczy) 장군 휘하의 오스트리아군 28,000명을 격파하여 오스트리아군의 4번째이자 마지막 만토바(Mantua) 요새 구원계획을 좌절시켰다. 리볼리 전투는 나폴레옹의 뛰어난 지휘능력을 보여줌과 동시에 프랑스가 북부 이탈리아를 장악하는 데 큰 영향을 끼쳤다.

## 서막
알빈치 장군은 분산되어 있던 5부대를 집결하여 가르다 호수(Lake Garda)의 동쪽 산에 머무르고 있던 주베르(Joubert) 장군의 부대를 압도하려 하였다. 그리고 이렇게 함으로써 만토바의 북부로 향하는 진로를 확보하고, 수적 우위로 밀어붙여 나폴레옹 휘하의 소규모 이탈리아 군(Army of Italy)을 격파하려 하였다. 그러나 주베르는 자신의 위치를 고수했고, 나폴레옹은 마세나(Massena) 휘하의 분대를 파견하여 주베르를 지원하도록 하여 트라바소(Trambasore) 고지대에 있는 리볼리 북부의 유리한 지형에 방어선을 구축할 수 있었다. 전투는 병력을 집중시키려 했던 알빈치의 노력이 성공하느냐, 아니면 프랑스군의 지원군의 움직임이 성공하느냐에 따라 결정될 상황이었다.

## 전투
14일 아침 로이스 공(Prince Reuss) 휘하의 또 다른 오스트리아 부대가 리볼리 협곡을 통해 프랑스군의 우측으로 우회하려고 하였고, 이로 인해 트라바소 고지대를 따라 치열한 격전이 벌어졌다. 11시 경에 상황은 나폴레옹에게 안 좋은 상태로 돌아가고 있었다. 오스트리아 용기병대(Dragoons)는 협곡을 통해 진군해오고 있었고, 뤼지낭(Lusignan) 휘하의 또 다른 오스트리아군이 리볼리 남쪽에서 프랑스군의 퇴로를 차단하였다. 알빈치는 트라바소 고지대에서 승기를 타고 의기양양해진 휘하의 대대를 이끌고 앞으로 나갔다. 그러나 이들은 전투와 험한 지형으로 인해 전열을 제대로 이루지 못했다.
여하튼 이런 상황이 전개되어가는 와중에 프랑스군은 오스트리아군이 전열을 이루지 않은 채로 진군해오는 치명적인 실수를 이용하기로 하였다. 나폴레옹과 주베르 그리고 루이 알렉상드르 베르티에(Louis Alexandre Berthier)는 서로의 휘하 병력을 통합하여 협공을 펼쳤다. 프랑스군의 대포 15문이 오스트리아 용기병대를 향해 포격을 시작했고, 하나는 협곡에, 다른 하나는 트라바소 고지대에 있던 두 개의 종대가 샤를 르클레르(Charles Leclerc)와 앙투안 샤를 루이 라살(Antoine Charles Louis Lasalle)가 이끄는 기병대의 지원을 받아 전진하기 시작했다. 협곡에서 꽉 들어차 있던 오스트리아군 부대는 오스트리아 용기병대가 프랑스군의 포격을 이기지 못하고 그들이 있는 곳으로 퇴각해오자 혼란에 빠져 궤주하기 시작했다. 그리고 고지대에 분산되어 있던 오스트리아 보병대는 프랑스군 기병대가 그들의 한 가운데로 난입해 오는 것을 막을 수 없었다. 마지막으로 루이 레(Louis Rey) 휘하의 부대와 클로드 빅토르(Claude Victor) 휘하의 여단이 전장에 도착하여 남부에서 프랑스군을 저지하고 있던 뤼지낭 휘하의 오스트리아군을 격파하였고, 여기서 프랑스군은 포로 3,000명을 얻었다.

## 결과
다음날 주베르는 성공적으로 알빈치를 추격하여 휘하 부대를 거의 궤멸시켰다. 알빈치 휘하의 오스트리아 잔당은 혼란 상태로 알프스 너머로 도망쳤다. 리볼리 전투는 이 때까지 나폴레옹이 거둔 승리 중 최대의 승리였다. 이 전투에서 프랑스군은 겨우 5,000명을 잃었지만 알빈치 휘하의 오스트리아군은 14,000명을 잃었다. 파리 중심부에 있는 루 데 리볼리(Rue de Rivoli) 거리는 이 전투의 승리를 기념하여 이름 지어졌다.

## 참조
- Boycott-Brown, Martin. The Road to Rivoli. Cassell; New Ed edition, 2002. ISBN 0-304-36209-3
- Chandler, David. Dictionary of the Napoleonic Wars. Macmillan, 1979.